# Boo (perro)
Boo (16 de marzo de 2006 - 18 de enero de 2019) era un perro de raza pomerania que tenía una página de Facebook popular y fue objeto de cuatro álbumes de fotos. A partir de 2020, Boo tenía 16 millones de me gusta en Facebook. Boo era propiedad de Irene Ahn, una empleada de Facebook, que también era propietaria del hermano mayor de Boo, Buddy.

## Popularidad
Boo pertenecía a una empleada de Facebook con sede en San Francisco que creó una página de Facebook para el perro con la declaración «My name is Boo. I am a dog. Life is good.» Se hizo popular en octubre de 2010 después de que la cantante Kesha enviara un tuit diciendo que tenía un nuevo novio, con un enlace a la página.
Chronicle Books, al darse cuenta de que Boo tenía 5 millones de seguidores en Facebook en ese momento, se acercó a la propietaria para escribir un libro de imágenes. En agosto de 2011 , se publicó Boo: The Life of the World's Cutest Dog, escrito por su dueña bajo el seudónimo de JH Lee. El libro finalmente se publicó en diez idiomas. Siguió un segundo libro, Boo: Little Dog in the Big City, así como un calendario y planes para un libro de recortes y libros infantiles adicionales. Su otra mercancía incluye un animal de peluche Gund.

## Complicaciones de salud y muerte
Los dueños de Boo dijeron que comenzó a mostrar signos de problemas cardíacos después de la muerte de Buddy; murió mientras dormía la mañana del 18 de enero de 2019.

## Apariciones en medios
En abril de 2012, Boo fue objeto de un engaño de muerte después de que #RIPBOO apareciera en todo Facebook. Los tuits siguieron cuando el escritor de Gizmodo, Sam Biddle, tuiteó que Boo había muerto. Más tarde, el personal de Chronicle Book confirmó que Boo estaba vivo y bien.
En julio de 2012, Boo fue nombrado Enlace oficial de mascotas de Virgin America, que incluía fotos de él en un avión junto con consejos para las personas que viajaban con mascotas. También modeló gafas de sol para The Monocle Order, de la línea Blood and Tears.
Mike issac de All Things Digital reveló que la propietaria de Boo era Irene Ahn, una empleada de Facebook, en agosto de 2012.